# 3090 Джоссем
3090 Джоссем (3090 Tjossem) — астероїд головного поясу, відкритий 4 січня 1982 року.
Тіссеранів параметр щодо Юпітера — 3,175.